# David Vega Hernández
David Vega Hernández (* 23. Juni 1994 in Telde) ist ein spanischer Tennisspieler.

## Karriere
Hernández spielt hauptsächlich auf der Future Tour und der ATP Challenger Tour. Auf ersterer gewann er bislang drei Titel im Einzel und zwölf Titel im Doppel gewann.
2015 kam er in Estoril bei den Millennium Estoril Open zu seinem Debüt auf der ATP World Tour. Obwohl er in der Qualifikation gegen Kenny de Schepper mit 2:6, 2:6 verlor, rückte er als Lucky Loser ins Hauptfeld, wo er sogar erst im Achtelfinale antreten musste, weil der ausgefallene Tommy Robredo als an drei gesetzter ein Freilos für die erste Runde bekam. Dort unterlag er jedoch seinem Landmann Pablo Carreño Busta mit 1:6, 2:6. Im Juni 2018 konnte er im Doppel seinen ersten Challengertitel feiern. Gemeinsam mit Fabrício Neis konnte er sich in Blois durchsetzen.

## Erfolge
| Legende (Anzahl der Siege)  |
| Grand Slam                  |
| ATP World Tour Finals       |
| ATP World Tour Masters 1000 |
| ATP World Tour 500          |
| ATP World Tour 250 (5)      |
| ATP Challenger Tour (15)    |

| ATP-Titel nach Belag |
| Hartplatz (1)        |
| Sand (3)             |
| Rasen (1)            |

### Doppel

#### Turniersiege

##### ATP Tour
| Nr. | Datum           | Turnier    | Belag         | Partner          | Finalgegner                    | Ergebnis           |
| --- | --------------- | ---------- | ------------- | ---------------- | ------------------------------ | ------------------ |
| 1.  | 24. Juli 2021   | Umag       | Sand          | Fernando Romboli | Tomislav Brkić Nikola Čačić    | 6:3, 7:5           |
| 2.  | 9. April 2022   | Marrakesch | Sand          | Rafael Matos     | Andrea Vavassori Jan Zieliński | 6:1, 7:5           |
| 3.  | 25. Juni 2022   | Mallorca   | Rasen         | Rafael Matos     | Ariel Behar Gonzalo Escobar    | 7:65, 6:76, [10:1] |
| 4.  | 17. Juli 2022   | Båstad     | Sand          | Rafael Matos     | Simone Bolelli Fabio Fognini   | 6:4, 3:6, [13:11]  |
| 5.  | 2. Oktober 2022 | Sofia      | Hartplatz (i) | Rafael Matos     | Fabian Fallert Oscar Otte      | 3:6, 7:5, [10:8]   |

##### ATP Challenger Tour
| Nr. | Datum              | Turnier       | Belag         | Partner              | Finalgegner                                 | Ergebnis          |
| --- | ------------------ | ------------- | ------------- | -------------------- | ------------------------------------------- | ----------------- |
| 1.  | 23. Juni 2018      | Blois         | Sand          | Fabrício Neis        | Hsieh Cheng-peng Rameez Junaid              | 7:64, 6:1         |
| 2.  | 7. Juli 2018       | Marburg       | Sand          | Fabrício Neis        | Henri Laaksonen Luca Margaroli              | 4:6, 6:4, [10:8]  |
| 3.  | 22. September 2018 | Biella        | Sand          | Fabrício Neis        | Rameez Junaid Purav Raja                    | 6:4, 6:4          |
| 4.  | 13. Oktober 2018   | Barcelona (1) | Sand          | Marcelo Demoliner    | Rameez Junaid David Pel                     | 7:63, 6:3         |
| 5.  | 8. Juni 2019       | Posen         | Sand          | Andrea Vavassori     | Pedro Martínez Mark Vervoort                | 6:4, 6:74, [10:6] |
| 6.  | 5. Oktober 2019    | Barcelona (2) | Sand          | Simone Bolelli       | Sergio Martos Gornés Ramkumar Ramanathan    | 6:4, 7:5          |
| 7.  | 13. Februar 2021   | Biella        | Hartplatz (i) | Luis David Martínez  | Szymon Walków Jan Zieliński                 | 6:4, 3:6, [10:8]  |
| 8.  | 10. September 2021 | Sevilla       | Sand          | Mark Vervoort        | Javier Barranco Cosano Sergio Martos Gornés | 6:3, 6:77, [10:7] |
| 9.  | 16. Oktober 2021   | Alicante      | Hartplatz     | Denys Moltschanow    | Romain Arneodo Matt Reid                    | 6:4, 6:2          |
| 10. | 29. Januar 2022    | Quimper       | Hartplatz (i) | Albano Olivetti      | Sander Arends David Pel                     | 3:6, 6:4, [10:8]  |
| 11. | 26. Februar 2022   | Pau           | Hartplatz (i) | Albano Olivetti      | Karol Drzewiecki Kacper Żuk                 | kampflos          |
| 12. | 15. Mai 2022       | Bordeaux      | Sand          | Rafael Matos         | Hugo Nys Jan Zieliński                      | 6:4, 6:0          |
| 13. | 7. September 2024  | Genua         | Sand          | Benjamin Hassan      | Romain Arneodo Théo Arribagé                | 6:4, 7:5          |
| 14. | 29. März 2025      | Girona        | Sand          | Anirudh Chandrasekar | Grégoire Jacq Orlando Luz                   | 6:4, 6:4          |
| 15. | 17. Mai 2025       | Oeiras        | Sand          | Andreas Mies         | Marcelo Demoliner David Pichler             | 6:4, 6:4          |

#### Finalteilnahmen
| Nr. | Datum           | Turnier | Belag     | Partner      | Finalgegner                     | Ergebnis         |
| --- | --------------- | ------- | --------- | ------------ | ------------------------------- | ---------------- |
| 1.  | 1. Mai 2022     | München | Sand      | Rafael Matos | Kevin Krawietz Andreas Mies     | 6:4, 4:6, [7:10] |
| 2.  | 9. Oktober 2022 | Tokio   | Hartplatz | Rafael Matos | Mackenzie McDonald Marcelo Melo | 4:6, 6:3, [4:10] |

## Abschneiden bei Grand-Slam-Turnieren

### Doppel
| Turnier         | 2019 | 2020 | 2021 | 2022 | 2023 | Karriere |
| --------------- | ---- | ---- | ---- | ---- | ---- | -------- |
| Australian Open | —    | —    | —    | —    | 1    | 1        |
| French Open     | 1    | —    | —    | VF   | 1    | VF       |
| Wimbledon       | —    |      | —    | AF   | 1    | AF       |
| US Open         | —    | —    | —    | 1    | 1    | 1        |

Zeichenerklärung: S = Turniersieg; F, HF, VF, AF = Einzug ins Finale / Halbfinale / Viertelfinale / Achtelfinale; 1, 2, 3 = Ausscheiden in der 1. / 2. / 3. Hauptrunde; Q1, Q2, Q3 = Ausscheiden in der 1. / 2. / 3. Qualifikationsrunde; nicht ausgetragen

### Mixed
| Turnier         | 2020 | 2021 | 2022 | 2023 | Karriere |
| --------------- | ---- | ---- | ---- | ---- | -------- |
| Australian Open | 1    | —    | —    | VF   | VF       |
| French Open     |      | —    | —    | 1    | 1        |
| Wimbledon       |      | —    | 1    | —    | 1        |
| US Open         |      | —    | VF   | —    | VF       |